# Dimitrios Wulgaris
Dimitrios Wulgaris (gr. Δημήτριος Βούλγαρης; ur. 20 grudnia 1802 na Hydrze, zm. 29 grudnia 1878 w Atenach) – grecki polityk.
Pełnił funkcję premiera (1855–1857, 1862–1863, 1863–1864, 1865, 1866, 1868–1869, 1872, 1874–1875). Kierował również resortami marynarki (1832–1833, 1847–1848), spraw wewnętrznych (1855–1857, 1863–1864, 1865, 1866, 1868–1869 oraz 1874–1875) i zagranicznych (1872).